# Phyllolabis sequoiensis
Phyllolabis sequoiensis är en tvåvingeart som beskrevs av Alexander 1945. Phyllolabis sequoiensis ingår i släktet Phyllolabis och familjen småharkrankar. Inga underarter finns listade i Catalogue of Life.